# Тимків Микола Дмитрович
Тимків Микола Дмитрович (нар. 16 травня 1945, Кишинів) — український скульптор. 1967 року закінчив Одеське державне художнє училище ім. Грекова. Від 1982 року член Національної спілки художників. Працює в галузях станкової та монументальної скульптури.
Роботи
- «Наречена» (1978, дерево, 60×35×40).[2]
- «Іван Франко» (1979, дерево, 112×68×70).[2]
- «Голуб — птах миру» (1980, штучний камінь, 114×75×58).[3]
- «Калина червона» (1980, дерево, 97×71×33).[4]
- Пам'ятний знак Тарасові Шевченку на вулиці Грушевського, 18 в Івано-Франківську (1989).[5]
- Меморіальна таблиця Денисові Січинському на вулиці Лесі Українки, 2 в Івано-Франківську (2000).[6]
- Пам'ятник Семенові Височану в Отинії (2001).[7]
- Пам'ятник полеглим солдатам у Перегінському.[1]
- Меморіальна таблиця Ярославові Лукавецькому на вулиці Чорновола, 49 в Івано-Франківську. Архітектор О. Лукавецький.[8]